# Nosferattus ciliatus
Nosferattus ciliatus är en spindelart som beskrevs av Ruiz, Brescovit 2005. Nosferattus ciliatus ingår i släktet Nosferattus och familjen hoppspindlar. Inga underarter finns listade i Catalogue of Life.